# Arces-Dilo
Arces-Dilo là một xã của Pháp,tọa lạc ở tỉnh Yonne trong vùng Bourgogne-Franche-Comté.

## Hành chính
| Danh sách các thị trưởng               |              |                |             |         |
| Giai đoạn                              | Giai đoạn    | Tên            | Đảng        | Tư cách |
| tháng 3 năm 2001                       | juillet 2007 | Elmo Zunino    | {{{Parti}}} | -       |
| septembre 2007                         | ...          | Jacques Bézine | {{{Parti}}} | -       |
| Tất cả các dữ liệu trước đây không rõ. |              |                |             |         |

Michel Delagneau hiện là thị trưởng Maire Délégué de Dilo

## Thông tin nhân khẩu
| Năm | 1962 | 1968 | 1975 | 1982 | 1990 | 1999 |
| --- | ---- | ---- | ---- | ---- | ---- | ---- |
| Dân số | 444  | 544  | 533  | 485  | 513  | 593  |
| From the year 1962 on: No double counting—residents of multiple communes (e.g. students and military personnel) are counted only once. |      |      |      |      |      |      |